# Maurren Maggi
Maurren Higa Maggi (São Carlos, 25 juni 1976) is een Braziliaanse voormalige atlete. Ze was van 2001 tot 2024 met 12,71 s Zuid-Amerikaans recordhoudster op de 100 m horden en is dat nog steeds bij het verspringen met 7,26 m (peildatum augustus 2024). Zij heeft ook een beste prestatie van 14,53 m op haar naam staan bij het hink-stap-springen. Op de Olympische Spelen van 2008 werd ze olympisch kampioene verspringen. In totaal nam zij driemaal deel aan de Olympische Spelen.

## Biografie

### Eerste successen
Maurren Maggi (haar vader, een groot bewonderaar van The Beatles, had zijn dochter willen vernoemen naar de eerste vrouw van Ringo Starr, Maureen, maar maakte bij de geboorteaangifte een spelfout) behaalde haar eerste grote internationale succes in 1997 tijdens de Zuid-Amerikaanse kampioenschappen in Mar del Plata. Zij werd daar verspringkampioene met een sprong van 6,54. In 1999, tijdens de Pan-Amerikaanse Spelen in Winnipeg, veroverde Maggi op verspringen de gouden medaille en behaalde zij zilver op de 100 m horden. Op de universiade in Palma de Mallorca werd zij dat jaar bij het verspringen derde.
In 2000 nam Maurren Maggi deel aan de Olympische Spelen van Sydney. Hier kwam zij bij het verspringen met 6,35 niet verder dan de voorronde. Een jaar later was zij opnieuw present op de univeriade in Peking, waar zij zich ten opzichte van twee jaar ervoor met een gouden plak op verspringen (met een PR van 6,83) en een zilveren op de 100 m horden aanzienlijk verbeterde. Bij de Zuid-Amerikaanse kampioenschappen dat jaar werd Maggi ten slotte op beide nummers kampioene.
Ook indoor bleek Maurren Maggi goed uit de voeten te kunnen, getuige haar derde plaats bij de wereldindoorkampioenschappen in Birmingham in 2003. In april tilde Maggi vervolgens haar PR bij het hink-stap-springen naar 14,53.

### Dopingperikelen en huwelijk
In 2003 werd Maggi positief getest tijdens een Grand Prix wedstrijd in Brazilië en voor twee jaar geschorst door de IAAF. Ze zou gebruik hebben gemaakt van het verboden middel clostebol. Later kwam uit dat Maurren Maggi haar bikinilijn met een laserbehandeling had laten ontharen. Ze liet dit doen door een professionele arts, die een hormonale crème op haar bikinilijn smeerde. Dat werd haar fataal. Een paar dagen later moest ze een dopingcontrole ondergaan en werd positief bevonden. Toen pas besefte de arts, dat hij die hormonale crème nooit bij haar had mogen aanbrengen. Zeven rechters van het Braziliaanse overkoepelende Sport Tribunaal spraken haar vervolgens vrij, maar de IAAF bleef onvermurwbaar. Intussen was Maggi in het huwelijk getreden met Formule 1-coureur Antonio Pizzonia en in verwachting geraakt. In december 2004 beviel ze van dochter Sophia. Het huwelijk met Pizzonia was echter van korte duur.

### Comeback
Eind 2006 deed Maurren Maggi weer van zich spreken met vertesprongen van 6,84 bij wedstrijden in Bogota en São Paulo. En in 2007 bleek zij weer helemaal teruggekeerd op haar oude niveau. In maart kwam ze bij het hink-stap-springen tot 14,44 en begin juni sprong zij bij verschillende gelegenheden in Zuid-Amerika 6,94 en 6,91 ver. Maggi leverde met deze prestaties nadrukkelijk haar visitekaartje af voor de wereldkampioenschappen, later dat jaar in Osaka. Had ze daar dezelfde prestaties geleverd als eerder in Zuid-Amerika, dan had ze meegevochten voor het eremataal. Maggi kwam in Osaka echter niet verder dan 6,80, waardoor zij zich net niet kon mengen in de strijd om de hoogste eer, die nu onderling door de drie Russische deelneemsters werd uitgevochten. Maggi moest genoegen nemen met een zesde plaats.

### Olympische kampioene
Op 9 maart 2008 won ze een zilveren medaille op de WK indoor in het Spaanse Valencia. Met een beste poging van 6,89 eindigde ze achter de Portugese Naide Gomes (goud; 7,00) en voor de Russische Irina Simagina (brons; 6,88). Maggi's prestatie betekende tevens een Zuid-Amerikaans indoorrecord.
Gezien de resultaten op de twee laatste grote toernooien besefte Maurren Maggi, dat er op de Olympische Spelen in Peking ten minste 7 meter gesprongen diende te worden, wilde ze een kans maken op eremetaal. En dat is precies wat ze deed. Op 22 augustus 2008 legde ze in het Vogelnest al haar snelheid en kracht in haar allereerste poging en kwam ze tot 7,04, de winnende sprong naar later zou blijken. De volledige concurrentie beet zich stuk op de openingstreffer van de Braziliaanse en slechts wereldkampioene Tatjana Lebedeva kwam in haar laatste poging met 7,03 nog dichtbij. Maggi, die na haar eerste sprong vrijwel geen geldige poging meer op haar naam schreef, keerde als olympisch kampioene huiswaarts. Door deze overwinning werd Maggi tevens de eerste Braziliaanse sportvrouw die in een individuele tak van sport een olympisch gouden medaille had weten te veroveren.
Vier jaar later ging het op de Olympische Spelen van Londen een stuk minder voortvarend. Met een beste poging van 6,37 kon ze reeds na de kwalificatieronde weer huiswaarts keren.

### Einde atletiekloopbaan
In april 2015, tijdens een live televisie-uitzending van een snelheidsuitdaging die werd gehouden tussen Usain Bolt en verschillende Braziliaanse en buitenlandse sprinters, kondigde Maggi aan, dat zij aan het eind van dat jaar een punt achter haar atletiekloopbaan zou zetten. Als atletiekcommentator bleef zij echter bij de atletieksport betrokken. Zoals in 2016 bij de Olympische Spelen van Rio de Janeiro, waar zij het atletiekcommentaar verzorgde voor 'Rede Globo de Televisão'.

## Titels
- Olympisch kampioene verspringen - 2008
- Goodwill Games kampioene verspringen - 2001
- Pan-Amerikaanse Spelen kampioene verspringen - 1999, 2007, 2011
- Zuid-Amerikaans kampioene 100 m horden - 1999, 2001
- Zuid-Amerikaans kampioene verspringen - 1997, 1999, 2001, 2006, 2007, 2011
- Ibero-Amerikaans kampioene verspringen - 2000, 2002
- Universiade kampioene verspringen - 2001
- Braziliaans kampioene 100 m horden - 1997, 1998, 1999, 2000
- Braziliaans kampioene verspringen - 1999, 2000, 2001, 2002, 2003, 2006, 2008
- Braziliaans kampioene hink-stap-springen - 2002
- Zuid-Amerikaans juniorenkampioene 100 m horden - 1994

## Persoonlijke records
Outdoor
| Discipline         | Prestatie                     | Datum         | Plaats             |
| ------------------ | ----------------------------- | ------------- | ------------------ |
| 100 m horden       | 12,71 s (+0,1 m/s)(ex-AR; NR) | 19 mei 2001   | Manaus             |
| verspringen        | 7,26 m (+1,8 m/s)(AR)         | 26 juni 1999  | Bogota             |
| hink-stap-springen | 14,53 m (+0,7 m/s)(ex-AR)     | 27 april 2003 | São Caetano do Sul |

Indoor
| Onderdeel   | Prestatie   | Datum            | Plaats   |
| ----------- | ----------- | ---------------- | -------- |
| 60 m horden | 8,12 s      | 11 februari 2000 | Gent     |
| verspringen | 6,89 m (AR) | 9 maart 2008     | Valencia |

## Palmares

### 100 m horden
- 1994:  Zuid-Amerikaanse juniorenkamp. - 14,13 s
- 1999:  Braziliaanse kamp. - 13,28 s
- 1999:  Zuid-Amerikaanse kamp. - 13,05 s
- 1999:  Pan-Amerikaanse Spelen - 12,86 s
- 2000:  Braziliaanse kamp. - 13,27 s
- 2001:  Zuid-Amerikaanse kamp. - 12,71 s
- 2001:  Universiade - 13,13 s

### verspringen
- 1996:  Ibero-Amerikaanse kamp. - 6,28 m
- 1997:  Zuid-Amerikaanse kamp. - 6,54 m
- 1998:  Ibero-Amerikaanse kamp. - 6,25 m
- 1999:  Braziliaanse kamp. - 6,56 m
- 1999:  Zuid-Amerikaanse kamp. - 7,26 m
- 1999:  Universiade - 6,58 m
- 1999:  Pan-Amerikaanse Spelen - 6,59 m
- 1999: 8e WK - 6,68 m
- 2000:  Ibero-Amerikaanse kamp. - 6,70 m
- 2000:  Braziliaanse kamp. - 6,72 m
- 2000: 14e in kwal. OS - 6,35 m
- 2001: 9e WK indoor - 6,38 m
- 2001:  Zuid-Amerikaanse kamp. - 6,69 m
- 2001:  Braziliaanse kamp. - 6,70 m
- 2001:  Goodwill Games - 6,94 m
- 2001: 7e WK - 6,73 m
- 2001:  Universiade - 6,83 m
- 2002:  Ibero-Amerikaanse kamp. - 6,97 m
- 2002:  Grand Prix Finale - 7,02 m
- 2002:  Wereldbeker - 6,81 m
- 2002:  Braziliaanse kamp. - 6,86 m
- 2003:  WK indoor - 6,70 m
- 2003:  Braziliaanse kamp. - 6,75 m
- 2006:  Zuid-Amerikaanse kamp. - 6,86 m
- 2006:  Braziliaanse kamp. - 6,84 m
- 2007:  Zuid-Amerikaanse kamp. - 6,91 m
- 2007:  Pan-Amerikaanse Spelen - 6,84 m
- 2007: 6e WK - 6,80 m
- 2008:  WK indoor - 6,89 m
- 2008:  Braziliaanse kamp. - 6,99 m
- 2008:  OS - 7,04 m
- 2009: 7e WK - 6,68 m
- 2011:  Zuid-Amerikaanse kamp. - 6,52 m
- 2011: 11e WK - 6,17 m
- 2011:  Pan-Amerikaanse Spelen - 6,94 m
- 2012: 7e in kwal. OS - 6,37 m

Golden League-podiumplekken
- 2002:  Weltklasse Zürich – 6,84 m

Diamond League-podiumplekken
- 2011:  Qatar Athletic Super Grand Prix – 6,87 m

### hink-stap-springen
- 2002:  Braziliaanse kamp. - 13,80 m

1948: Olga Gyarmati ·
1952: Yvette Williams ·
1956: Elżbieta Krzesińska ·
1960: Vera Krepkina ·
1964: Mary Rand ·
1968: Viorica Viscopoleanu ·
1972: Heide Rosendahl ·
1976: Angela Voigt ·
1980: Tatjana Kolpakova ·
1984: Anișoara Cușmir-Stanciu ·
1988: Jackie Joyner-Kersee ·
1992: Heike Drechsler ·
1996: Chioma Ajunwa ·
2000: Heike Drechsler ·
2004: Tatjana Lebedeva ·
2008: Maurren Maggi ·
2012: Brittney Reese ·
2016: Tianna Bartoletta ·
2020: Malaika Mihambo ·
2024: Tara Davis-Woodhall